# Eduardo Cimbali
Eduardo Cimbali (Bronte, 16 luglio 1862 – Messina, 19 marzo 1934) è stato un giurista italiano.

## Biografia
Dopo aver compiuto i primi studi a Napoli, si laureò in giurisprudenza a Roma nel 1874.
Fu a docente a Sassari, dove partecipò al dibattito sulla natura del Diritto internazionale come disciplina accademica e dove intervenne contro la politica coloniale, contro l’organizzazione internazionale e per la libertà della scienza. Tra il 1904 e il 1913 fu autore di oltre una decina di pubblicazioni con la casa editrice romana Bernardo Lux Editore.
Dopo molte polemiche, nel 1913 Cimbali fu promosso ordinario. Nel 1915 passò all’ateneo di Catania, dove occupò la cattedra di Diritto internazionale, esplicando una intensissima attività di propaganda interventista e finendo come sostenitore convinto della politica estera di Mussolini.

## Volumi pubblicati
- Cimbali E., Della necessità di un nuovo diritto internazionale conforme allo spirito dei nuovi tempi e della vera civiltà: prolusione al corso di diritto internazionale letta il 21 aprile 1904 nella R. Università di Sassari, Bernardo Lux Editore, Roma 1904
- Cimbali E., L'ipocrisia del presente movimento per l'arbitrato e la pace internazionale: prolusione al corso di diritto internazionale tenuta il 13 maggio 1905 nella R. Universita di Sassari, Bernardo Lux Editore, Roma 1905
- Cimbali E., Politica coloniale conforme al nuovo indirizzo del diritto internazionale e alla vera civiltà, Bernardo Lux Editore, Roma 1906
- Cimbali E., La Sardegna è in Italia? Pregiudizi sul regionalismo, Bernardo Lux Editore, Roma 1907
- Cimbali E., Tra l'antipatriottismo di Hervé ed il patriottismo degli antiherveisti, Bernardo Lux Editore, Roma 1908
- Cimbali E., Bronte per il nuovo indirizzo del diritto e della politica internazionale, Bernardo Lux Editore, Roma 1910
- Cimbali E., Il nuovo diritto internazionale e l'intolleranza scientifica di una Commissione presieduta da Carlo Francesca Gabba, Bernardo Lux Editore, Roma 1910
- Cimbali E., Il diritto internazionale in Italia nel cinquantenario dell’Indipendenza e dell’Unità Nazionale, Bernardo Lux Editore, Roma 1911
- Cimbali E., Esiste l'idea di patria e di patriottismo? Saggi di politica internazionale, Bernardo Lux Editore, Roma 1912
- Cimbali E., Giudizi ed Impressioni su: L'Europa fa opera di civiltà nel Marocco? E la Nazione dell’'89?, Bernardo Lux Editore, Roma 1912
- Cimbali E., Dal vecchio al nuovo diritto Internazionale: prolusione al corso di ordinario tenuta il 30 novembre 1912 nella R. Università di Sassari, Bernardo Lux Editore, Roma 1913